# ぽんかん⑧
ぽんかん⑧（ぽんかん、? - ）は、日本のイラストレーター。
「vividcolor」という同人サークルでも活動している。「manianote」という洋服ブランドを手掛けてもいる。

## 略歴
『このライトノベルがすごい!』イラストレーター部門では、2013年版で6位、2014年版で2位、2015年版・2016年版で1位、2017年版で6位、2018年版で4位、2019年版で12位にランクインしている。また、2016年版から2018年版までの表紙を手掛けた。
2019年（平成31年）3月9日から5月6日にかけて「『やはり俺の青春ラブコメはまちがっている。』ぽんかん⑧展」が開催された。また、2019年11月15日から12月1日にかけても「『やはり俺の青春ラブコメはまちがっている。』ぽんかん⑧展」が「とらのあな秋葉原店B」にて開催されている。

## 作品リスト

### 小説
- やはり俺の青春ラブコメはまちがっている。（ガガガ文庫、イラスト）[4][5][6]
- 生徒会探偵キリカ（シリウスKC、キャラクター原案・イラスト）[7][8]
- 生徒会探偵キリカたちの日常（シリウスKC、キャラクター原案）[9][10]
- 獅子は働かず聖女は赤く（スーパーダッシュ文庫、イラスト）[11][12]
- 穿天のセフィロト・シティ（電撃文庫、イラスト）[13][14]

### アニメ
- 黄昏乙女×アムネジア（第4話エンドカードイラスト）
- ささみさん@がんばらない（第6話エンドカードイラスト）
- SHIROBAKO（キャラクター原案）

### ゲーム
- Fate/Grand Order（概念礼装：シュヴィブジック・スノー）

### 画集
- やはり俺の青春ラブコメはまちがっている。ぽんかん⑧ARTWORKS（2021年、ガガガ文庫）

### その他
- このライトノベルがすごい!（2016年 - 2018年版 表紙イラスト）
- こぼ・かなえる（ホロライブプロダクション所属のバーチャルYouTuber、キャラクターデザイン、2022年）[15]
- デュエル・マスターズ 水上第九院 シャコガイル（カードイラスト、2021年）
- デュエル・マスターズ ロスト・Re:ソウル（カードイラスト、2022年）[16][17]
- デュエル・マスターズ ブレイン・スラッシュ（カードイラスト、2024年）